# René Hoste
René Hoste (Drongen, 31 maart 1928 – Gent, 23 mei 2010) was een Belgisch voetbalbestuurder. 

Hoste was de voorzitter van voetbalploeg KAA Gent tussen 1964 en 1966. Hij volgde Achiel Delongie op. Al snel stopte hij in deze functie omdat hij de kans kreeg om aan de slag te gaan bij de nationale ploeg in de technische commissie vanaf 1968. Hierin werkte hij samen met Anderlecht-voorzitter Constant Van den Stock. Beiden zorgden voor een (semi-)professionalisering van de voetbalcompetitie. Op 1 februari 1964 sloot de Nationale Liga, die door beiden werd opgericht, zich aan bij de KBVB. 